# Ligne de Joué-lès-Tours à Châteauroux
La ligne de Joué-lès-Tours à Châteauroux est une ligne de chemin de fer française à écartement normal et à voie unique. Elle relie les gares de Joué-lès-Tours, dans le département d'Indre-et-Loire, et de Châteauroux, dans le département de l'Indre, tous deux en région Centre-Val de Loire.
Elle constitue la ligne no 594 000 du réseau ferré national.

## Histoire
Cette ligne a été déclarée d'utilité publique, par la loi du 19 juin 1868 (chemin de fer de Tours à Montluçon).
Elle a été concédée à la Compagnie des chemins de fer de la Vendée, le 24 mars 1874. Le 9 juin 1877, à la suite des difficultés financières de la compagnie, la ligne a été mise sous séquestre. Elle a été rachetée par l'Administration des chemins de fer de l'État, le 25 mai 1878.
La ligne a été mise en service par cette administration de Joué-lès-Tours à Loches, le 15 juillet 1878 ; de Loches à Châtillon-sur-Indre, le 27 octobre 1879 et de Châtillon-sur-Indre à Châteauroux, le 18 juillet 1880.
La ligne, partie d'un itinéraire de Tours à Montluçon, est cédée par l'État à la Compagnie du chemin de fer de Paris à Orléans, par une convention signée entre le ministre des Travaux publics et la compagnie, le 28 juin 1883. Cette convention est approuvée par une loi, le 20 novembre suivant.
Actuellement, bien que peu circulée, la ligne est toujours officiellement exploitée entre Joué-lès-Tours et Loches et entre Buzançais et Châteauroux ; seule la section entre Loches et Buzançais est neutralisée.
L'activité voyageurs s'est arrêtée en 1977 et l'activité FRET s'est arrêtée en 2011  Seule la section de Buzançais à Châteauroux subsiste encore pour le Fret et est assuré en Class 66. 

## Tracé et profil
Ligne à voie unique et à écartement normal, non électrifiée.

## Infrastructure

### Signalisation
La ligne est exploitée sous les régimes :
- de la Voie unique à signalisation simplifiée (VUSS) avec cantonnement téléphonique de Joué-lès-Tours à Loches ;
- de la Voie unique à trafic restreint (VUTR) de Loches à Châteauroux.

Des liaisons avec les trains existent sous forme de radio sol-train de technologie Global System for Mobile/Groupe Fermé d'Utilisateur (GSM/GFU)(Global System for Mobile).

### Vitesses limites
Vitesses limites de la ligne en 2022 (sens impair de Joué-lès-Tours à Châteauroux) :
| De (PK)                   | À (PK)                 | Limite (km/h) |
| ------------------------- | ---------------------- | ------------- |
| Joué-lès-Tours (PK 241,2) | PK 248,3               | 75            |
| PK 248,3                  | PK 263,2               | 60            |
| PK 263,2                  | Loches (PK 282,7)      | 85            |
| Loches (PK 282,7)         | Châteauroux (PK 354,0) | 30            |

La vitesse limite de 10 km/h est par ailleurs observée à de nombreux endroits, aux franchissements de certains ouvrages d'art, sur la partie de la ligne entre Loches et Châteauroux.

## Exploitation

### Circulations commerciales
En service voyageurs, la ligne est desservie par des TER Centre-Val de Loire entre les gares de Tours et Loches, à raison de six allers-retours par jour depuis septembre 2022.

### Matériel engagé
En 2022, le matériel engagé sur les liaisons Tours – Loches et Tours – Reignac consiste principalement en des X 72500. Dans un passé récent, les trains ont été assurés en X 73500. Plus loin dans le temps, les X 4300 ont assidument fréquenté la ligne.
Le trafic marchandises, constitué de trains de céréales pour un silo embranché à Reignac-sur-Indre, a longtemps été, pour sa part, l'apanage des BB 66000 ; il est aujourd'hui repris par divers opérateurs privés qui y engagent des matériels plus modernes.